# Gonzalo Canale
Gonzalo Canale (ur. 11 listopada 1981 w Córdobie) – argentyński rugbysta włoskiego pochodzenia, występujący na pozycji środkowego ataku. Reprezentant Włoch i trzykrotny uczestnik pucharu świata.
W drużynie narodowej debiutował 23 sierpnia 2003 w meczu ze Szkocją na Murrayfield. Pierwsze przyłożenie zdobył 26 czerwca 2004 w meczu z Rumunią w Bukareszcie.
Uczestniczył w Pucharze Świata w 2003 i 2007.
Z drużynami klubowymi zdobył mistrzostwo Włoch w sezonie 2002–03 i 2003–04 oraz Francji w sezonie 2009–10, a także Puchar Challenge w sezonie 2006/2007.